# Ото I фон Олденбург (епископ на Мюнстер)
Ото I фон Олденбург (на немски: Otto I fon Oldenburg; † 6 март 1218, Цезареа) от фамилията на графовете на Олденбург-Вилдесхаузен, е от 1204 до 1218 г. епископ на Мюнстер.

## Биография
Той е най-малкият син на граф Хайнрих I фон Олденбург († 1167) и съпругата му Салома фон Гелдерн († сл. 1167), дъщеря на граф Герхард II фон Гелдерн и Ермгард фон Цутфен. Брат е на граф Хайнрих II фон Олденбург-Вилдесхаузен († 1199) и на Герхард I, епископ на Оснабрюк (1190 – 1216) и архиепископ на Хамбург-Бремен (1210 – 1219). Чичо е на Вилбранд († 1233), епископ на Падерборн (1211 – 1233) и Утрехт (1227 – 1233). Роднина е на граф Ото I фон Олденбург († 1251) и на Ото I († 1348), архиепископ на Бремен.
През 1201 г. Ото е домпропст на Бремен. Като кандидат на Велфите той е избран през 1204 г. от домкапитела в двоен избор за епископ на Мюнстер.
Ото участва в дворцово събрание на Фридрих II в Кобленц (средата до края на март 1214), но привържениците на император Ото IV го пленяват в Кьолн и го затварят в Кайзерсверт. Освободен е от привърженикът на Хоенщауфените граф Адолф III фон Берг след четиримесечна обсада на замъка на 24 юли 1215 г.
През 1217 г. Ото се присъединява към петия кръстоносен поход в Светите земи и пристига с войската на кръстоносците на крал Андраш II от Унгария и херцог Леополд VI от Австрия в Утремер. В началото на ноември епископът е в Акра и умира на 6 март 1218 г. при Цезареа в Палестина.